# Gérard Vandenberg
Gérard Vandenberg (* 10. März 1932 in Amsterdam; † 16. Januar 1999 in München) war ein niederländischer Kameramann.

## Leben
Vandenberg studierte Malerei, Bildhauerei und Bühnenbild an der Amsterdamer Kunstakademie. Von 1955 bis 1962 bereiste er die Welt und während er 1958 in Melbourne, Australien, mit Tim Burstall arbeitete, sammelte er erste Erfahrungen als Kameramann.
Ab 1963 lebte er in der Bundesrepublik Deutschland und bildete sich an der Münchner Film- und Fernsehakademie fort. Bald zählte er zu den gefragtesten Kameramännern des jungen deutschen Films. Vandenberg arbeitete auch für das Fernsehen, die Werbung und den Videobereich.
1970 bis 1971 war Vandenberg mit der (damals jugoslawischen) Schauspielerin und Sängerin Dunja Rajter aus Kroatien verheiratet.
Gérard Vandenberg wurde in München im Alten Teil des Waldfriedhofs beigesetzt.

## Filmografie (Auswahl)
- 1965: Aah… Tamara
- 1965: Der Damm
- 1965: Es
- 1966: Der Beginn
- 1967: Kuckucksjahre
- 1967: Der Findling
- 1968: Der Griller
- 1968: Liebe und so weiter
- 1969: Ich bin ein Elefant, Madame
- 1970: Tanker
- 1971: Jaider – der einsame Jäger
- 1971: Lenz
- 1971: Gebissen wird nur nachts – das Happening der Vampire
- 1971: Fräulein von Stradonitz in memoriam
- 1972: Geradeaus bis zum Morgen
- 1972: Der Italiener
- 1973: Traumstadt
- 1975: Eiszeit
- 1975: Die Insel der Krebse
- 1977: Tauwetter
- 1978: Kalte Heimat
- 1978: Aus der Ferne sehe ich dieses Land
- 1979: Lena Rais
- 1981: Tatort: Beweisaufnahme (Fernsehreihe)
- 1981: Tatort: Katz und Mäuse
- 1981: Vis-à-vis
- 1981: Jetzt und alles
- 1981: Kleiner Mann was tun
- 1981: Exil
- 1982: Tatort: Sterben und sterben lassen
- 1983: Frühlingssinfonie
- 1984: Tatort: Freiwild
- 1984: Feuer für den großen Drachen
- 1985: Tatort: Ordnung ist das halbe Sterben
- 1985: Der Tod des weißen Pferdes
- 1985: Die Mitläufer
- 1985: 38 – Auch das war Wien
- 1986: Caspar David Friedrich – Grenzen der Zeit
- 1987: Der Kuß des Tigers
- 1988: Schloß Königswald
- 1988: Heimatmuseum
- 1989: Das Spinnennetz
- 1990: High Score
- 1990: Rosamunde
- 1991: Pappa ante portas
- 1991: Die Strauß-Dynastie
- 1992: Ginevra
- 1992: Kaisermühlen Blues (Fernsehserie, 5 Folgen)
- 1992: Utz
- 1993: Verlassen Sie bitte Ihren Mann
- 1993: Die zweite Heimat – Chronik einer Jugend
- 1993: Der grüne Heinrich
- 1994: Wildgroei
- 1996: Mein Opa und die 13 Stühle
- 1996: Gespräch mit dem Biest
- 1996: Hochwürdens Ärger mit dem Paradies
- 1996: Workaholic
- 1997: Tatort: Inflagranti

## Auszeichnungen
- 1966: Filmband in Gold (Beste Kameraführung) für Es
- 1967: Adolf-Grimme-Preis mit Gold für Der Beginn (zusammen mit Peter Lilienthal und Günter Herburger)
- 1972: Adolf-Grimme-Preis für das interessanteste Experiment für Der Italiener (zusammen mit Thomas Bernhard und Ferry Radax)
- 1983: Ehrende Anerkennung beim Adolf-Grimme-Preis für den Film Exil (zusammen mit Robert Muller und Egon Günther)
- 1987: Filmband in Gold in der Kategorie Beste Kamera für Caspar David Friedrich – Grenzen der Zeit, Deutscher Filmpreis